# Algo pequeñito
Algo pequeñito (шп. IPA , транскрипција:"Алго пекењито", значење: Нешто малено), је песма којом је шпански глумац Данијел Дихес представљао Шпанију на такмичењу за Песму Евровизије 2010. године у Ослу, након што су га 22. фебруара 2010. године једногласно изабрали жири и публика за евровизијског представника своје земље. Песму су компоновали Хесус Кањадиља, Луис Мигел де ла Варга, Алберто Ходар и сам Данијел Дихес, који су написали и текст песме, а аранжирао и продуцирао је Алехандро де Пинедо. Занимљиво је да је Хесус Кањадиља заправо новинар. Песма је компонована у ритму класичног валцера и говори о значају малих ствари у везу једног пара.

## Позадина
је друга песма коју је компоновао Хесус Кањадиља. Он је раније, 2009. године, шпанском предизбору послао песму под називом Sumando puntos што у преводу значи додавање ставки.
Када је написао песму Algo pequeñito, покушавао је да допре до неколико певача који би извели ту песму, али без успеха све док није преко пријатеља ступио у контакт са Данијелом Дихесом, који је био на турнеји на Тенерифама са мјузиклом Mamma Mia!. Тако је 5. јануара 2010, свега недељу дана пре истека рока за предају песме за националну селекцију за песму Евровизије 2010, Данијел долетео у Мадрид не како би је снимио.

## Евровизија
На националном такмичењу у преселекцији био је пети, да би на крају у финалној гала вечери победио са 118 поена, као победник и жирија и публике, и тако постао представник своје земље на такмичењу.
Шпанија је имала пех у финалној вечери у Ослу, када је због пропуста у организацији забављач Џими Џамп, који је иначе познат по упадима на терене на тениском турниру и фудбалској утакмици Реал Мадрида, упао усред извођења песме и тиме умало омео њено извођење. Због тога је Шпанија, која је првобитно наступила друга по реду, поновила свој наступ након наступа последњег извођача.
Данијел Дихес је, без обзира на овај упад на сцену, наставио да пева као да се ништа не дешава. Џими Џамп је за овај упад кажњен новчаном казном од 1.880 €. Шпанија је на крају завршила на 15. месту од 25 земаља учесница у финалној вечери. Освојили су укупно 68 поена, које су добили од 14 земаља, највише од Португалије (12 поена) и од Литваније (8 поена).